# Stórá, Streymoy
Stórá är ett vattendrag i Färöarna (Kungariket Danmark).   Det ligger mellan orterna Streymnes och Hvalvik i sýslan Streymoyar sýsla, i den norra delen av landet, 24 km nordväst om huvudstaden Tórshavn. 